# Mathew Leckie
Mathew Allan Leckie (født 4. februar 1991 i Melbourne, Australien), er en australsk fodboldspiller (wing/wingback).
Leckie spiller for den australske klub Melbourne, som han har repræsenteret siden 2021. Han har tidligere været tilknyttet blandt andet Borussia Mönchengladbach, FSV Frankfurt, Ingolstadt og Hertha Berlin.

## Landshold
Leckie debuterede for Australiens landshold 14. november 2012 i en venskabskamp mod Sydkorea. Han har repræsenteret sit land ved både VM 2014 i Brasilien og VM 2018 i Rusland.